# Angiotenzin I

Schema postupného štěpení angiotenzinogenu na angiotenzinogen I, angiotenzinogen II, III a IV.

Angiotenzin I je oligopeptid, který vzniká v krevní plazmě působením enzymu reninu na bílkovinu angiotenzinogen. Je to dekapeptid se sekvencí aminokyselin Asp-Arg-Val-Tyr-Ile-His-Pro-Phe-His-Leu. Je fyziologicky inertní a teprve dalším štěpením angiotenzin konvertujím enzymem z něj vzniká 
angiotenzin II, hormon způsobující vazokonstrikci tepének a zvýšenou produkci hormonu aldosteronu v kůře nadledvin. Aldosteron omezí vylučování vody ledvinami a to společně s vazokonstrikcí vede ke zvýšení krevního tlaku.